# Sayung (plaats)
Sayung is een bestuurslaag in het regentschap Demak van de provincie Midden-Java, Indonesië. Sayung telt 7919 inwoners (volkstelling 2010).